# Scholastique Mukasonga
Scholastique Mukasonga (1956) è una scrittrice ruandese di etnia tutsi.
Vive in Normandia, Francia.

## Opere
- Inyenzi ou les Cafards (Continents Noirs). Gallimard, Parigi, 2006, ISBN 978-2-07-077725-9.
- La Femme aux pieds nus (Continents Noirs). Gallimard, Parigi 2008, ISBN 978-2-07-011983-7.
- L'Iguifou. Nouvelles rwandaises (Continents Noirs). Gallimard, Parigi 2010, ISBN 978-2-07-012791-7.[2]
- Nostra Signora del Nilo (Notre-Dame du Nil) (Continents Noirs). Gallimard, Parigi 2012, ISBN 978-2-07-013342-0. Premio Renaudot
- Ce que murmurent les collines (Continents Noirs). Gallimard, Parigi 2014, ISBN 978-2-07-014538-6.[3]

Le sue opere, edite in Francia da Gallimard, sono in corso di pubblicazione in Italia nel catalogo di Utopia.

## Traduzioni italiane a cura di Giuseppe Giovanni Allegri
- Kibogo è salito in cielo. Milano, Utopia, maggio 2022
- Sister Deborah. Milano, Utopia, settembre 2023
- La donna dai piedi nudi. Milano, Utopia, settembre 2024